# Nekrolog 2. Quartal 1953
Nekrolog
◄◄
| ◄
| 1949
| 1950
| 1951
| 1952
| 1953 | 1954 | 1955 | 1956 | 1957 | ► | ►►
1. Quartal |
2. Quartal |
3. Quartal |
4. Quartal 1953
Weitere Ereignisse | Allgemeiner Nekrolog 1953
Die Beschreibung der verstorbenen Person sollte so kurz wie möglich gehalten sein und nur deren signifikante Tätigkeit(en) enthalten.
Neue Namen ggf. auch unter dem Geburts- und Sterbedatum, also etwa unter 1. Januar und im Geburts- und Sterbejahr (2024) eintragen (nur bei entsprechender großer Wichtigkeit). Für Beispiele siehe die schon vorhandenen Artikel.
Außerdem über die fünf zuletzt Verstorbenen, zu denen es einen ausreichend guten Artikel für eine Präsentation auf der Hauptseite gibt, nach der todesbedingten Überarbeitung der Artikel ggf. auch unter Wikipedia Diskussion:Hauptseite informieren und sie am besten auch in den anderen Wikipedia-Sprachversionen eintragen. Tipp: Regelmäßig bei news.google.de nach „ist tot“, „gestorben“ oder „verstorben“ suchen.
Wenn eine Person gestorben ist, gibt es viele Seiten zu dieser Person in der Wikipedia, die davon auch betroffen sind und entsprechend aktualisiert werden müssen. Beispiele: Namenübersichtsseite, Geburtsjahr, Geburtsort-Seiten und viele mehr.
Wie finde ich die betroffenen Seiten?
Im Suchfeld auf der linken Seite gibt man den Suchbegriff so ein: „Vorname Nachname“. Dann klickt man auf Volltext und alle Seiten mit entsprechendem Suchtext werden aufgerufen. Hier sieht man dann schnell, wo auch das Todesjahr Sinn macht oder sogar ein Teil des Artikels angepasst werden muss. Auch hilft das „Werkzeug“ auf der linken Seite sehr gut, um solche Seiten aufzufinden: „Links auf diese Seite“. Somit ist die Wikipedia wieder aktuell in allen Bereichen! Hinweis: bei Eintragung der Kategorie „Gestorben JAHR“ wird der Missbrauchsfilter 49 ausgelöst, was jedoch nicht schlimm ist. Siehe: Spezial:Missbrauchsfilter/49
Dies ist eine Liste von im zweiten Quartal 1953 verstorbenen bekannten Persönlichkeiten. Die Einträge erfolgen innerhalb der einzelnen Daten alphabetisch sortiert. Tiere sind im Nekrolog für Tiere zu finden.

## April
| Tag       | Name                             | Beruf, bekannt als                                                                                              | Alter | Beleg |
| --------- | -------------------------------- | --- | ----- | ----- |
| 1. April  | Asaf Ali                         | indischer Rechtsanwalt, Politiker und Diplomat                                                                  | 64    |       |
| 1. April  | Arthur M. Free                   | US-amerikanischer Politiker                                                                                     | 74    |       |
| 1. April  | Halfdan Hansen                   | norwegischer Segler                                                                                             | 69    |       |
| 1. April  | Schuyler Merritt                 | US-amerikanischer Politiker                                                                                     | 99    |       |
| 1. April  | Hans Otto Roth                   | rumäniendeutscher Politiker                                                                                     | 62    |       |
| 1. April  | Edwin Zellweker                  | österreichischer Literaturhistoriker, Lehrer, Schriftsteller und Kulturpolitiker                                | 69    |       |
| 2. April  | Siegfried Bernfeld               | österreichischer Reformpädagoge, Marxist, Psychoanalytiker                                                      | 60    |       |
| 2. April  | Jean Epstein                     | französischer Filmregisseur                                                                                     | 56    |       |
| 2. April  | Gerhard Maurer                   | deutscher SS-Standartenführer                                                                                   | 45    |       |
| 2. April  | Hugo Sperrle                     | deutscher Offizier und Generalfeldmarschall im Zweiten Weltkrieg                                                | 68    |       |
| 3. April  | Heinrich Berl                    | deutscher Schriftsteller, Musikwissenschaftler, Journalist                                                      | 56    |       |
| 3. April  | Boris Gersman                    | jüdischer Musiker und Geschäftsmann aus Litauen                                                                 | 52    |       |
| 3. April  | Algot Lönn                       | schwedischer Radrennfahrer                                                                                      | 65    |       |
| 3. April  | Anna Sebastian                   | österreichische Schriftstellerin englischer Sprache                                                             | 36    |       |
| 3. April  | Katharina Staritz                | deutsche evangelische Theologin                                                                                 | 49    |       |
| 4. April  | Roy F. Corley                    | US-amerikanischer Politiker                                                                                     | 78    |       |
| 4. April  | Karl II.                         | König von Rumänien                                                                                              | 59    |       |
| 4. April  | Elsbeth von Keudell              | deutsche Krankenschwester und Oberin                                                                            | 95    |       |
| 4. April  | Hans Vollrath Kirsch             | deutscher Dichter                                                                                               | 66    |       |
| 4. April  | Ludovic Lamothe                  | haitianischer Pianist und Komponist                                                                             | 70    |       |
| 4. April  | Carlos Celso de Ouro Preto       | brasilianischer Diplomat und Journalist                                                                         | 61    |       |
| 4. April  | Rachilde                         | französische Fin de Siècle-Schriftstellerin                                                                     | 93    |       |
| 4. April  | Harry Schumm                     | US-amerikanischer Stummfilmschauspieler                                                                         | 75    |       |
| 4. April  | Hildegard Wegscheider            | deutsche Politikerin, Frauenrechtlerin, erste Frau, die in Preußen das Abitur machte                            | 81    |       |
| 4. April  | Carl Wollert                     | schwedischer Sportschütze                                                                                       | 76    |       |
| 5. April  | Rolf Brandt                      | deutscher Schriftsteller                                                                                        | 67    |       |
| 5. April  | Hans Mauß                        | deutscher Pharmakologe und Chemiker                                                                             | 51    |       |
| 6. April  | George Beattie                   | kanadischer Sportschütze                                                                                        | 75    |       |
| 6. April  | Léon Bogart                      | französischer Turner                                                                                            | 64    |       |
| 6. April  | Harriet Randall Lumis            | amerikanische Landschaftsmalerin                                                                                | 82    |       |
| 6. April  | Dominik Müller                   | Schweizer Journalist, Übersetzer und Autor                                                                      | 82    |       |
| 6. April  | Otto Petrenz                     | deutscher Bildhauer                                                                                             | 74    |       |
| 6. April  | Anton Schrammen                  | deutscher Paläontologe und Zahnarzt in Hildesheim                                                               | 83    |       |
| 6. April  | Heinrich Schulze                 | deutscher Jurist und Verwaltungsbeamter                                                                         | 66    |       |
| 7. April  | Marcel Berthet                   | französischer Radrennfahrer                                                                                     | 65    |       |
| 7. April  | Archie Goldie                    | schottischer Fußballspieler                                                                                     | 79    |       |
| 7. April  | Václav Vydra                     | tschechischer Schauspieler und Theaterregisseur                                                                 | 76    |       |
| 8. April  | Marian W. Clarke                 | US-amerikanische Politikerin                                                                                    | 72    |       |
| 8. April  | Gertrude Dengg                   | österreichische Bildhauerin und Keramikerin                                                                     | 67    |       |
| 8. April  | Harry Ralton                     | deutscher Komponist, Pianist und Autor                                                                          | 55    |       |
| 8. April  | Ernst Rösch                      | deutscher Politiker (SPD), MdL                                                                                  | 85    |       |
| 9. April  | Emile Aerts                      | belgischer Bahnradsportler                                                                                      | 61    |       |
| 9. April  | Georg Dünninghaus                | deutscher Politiker (KPD), Widerstandskämpfer gegen den Nationalsozialismus                                     | 59    |       |
| 9. April  | Vincenc Lesný                    | tschechischer Indologe                                                                                          | 71    |       |
| 9. April  | Wilma Montesi                    | italienisches Fotomodell und Mordopfer                                                                          | 21    |       |
| 9. April  | Hans Reichenbach                 | Physiker, Philosoph und Logiker                                                                                 | 61    |       |
| 9. April  | Werner Weisbach                  | deutscher Kunsthistoriker                                                                                       | 79    |       |
| 9. April  | Stanisław Wojciechowski          | polnischer Präsident                                                                                            | 84    |       |
| 10. April | Ernst Scheuern                   | deutscher Verwaltungsbeamter                                                                                    | 85    |       |
| 10. April | Herbert Worch                    | deutscher Versicherungsmanager                                                                                  | 71    |       |
| 11. April | Kurt Göhrum                      | deutscher SS-Gruppenführer und Polizeichef in Berlin                                                            | 62    |       |
| 11. April | François Guisan                  | Schweizer Jurist                                                                                                | 73    |       |
| 11. April | Alexander Stepanowitsch Jakowlew | russischer Schriftsteller                                                                                       | 66    |       |
| 11. April | Boris Kidrič                     | jugoslawischer Politiker                                                                                        | 41    |       |
| 12. April | Lionel Logue                     | australischer Sprachtherapeut                                                                                   | 73    |       |
| 13. April | Rolanda von Eötvös               | ungarische Bergsteigerin und Alpinistin                                                                         | 75    |       |
| 13. April | Willy Gehler                     | deutscher Bauingenieur und Hochschullehrer                                                                      | 76    |       |
| 13. April | Michael S. Leshing               | russischstämmiger Ingenieur                                                                                     | 70    |       |
| 13. April | Alice Milligan                   | irische Schriftstellerin und Aktivistin der irischen Renaissance                                                | 87    |       |
| 13. April | Georg Zöphel                     | deutscher Politiker (Nationalliberale Partei, DDP)                                                              | 83    |       |
| 14. April | Cay Diedrich Lienau              | deutscher Jurist und Polizeisenator der Hansestadt Lübeck                                                       | 85    |       |
| 14. April | Friedrich Neubauer               | deutscher Pädagoge                                                                                              | 92    |       |
| 14. April | Harry N. Routzohn                | US-amerikanischer Politiker                                                                                     | 71    |       |
| 15. April | Gustav Hügel                     | österreichischer Eiskunstläufer                                                                                 | 82    |       |
| 15. April | Moses Elias Kiley                | kanadischer Geistlicher, Erzbischof von Milwaukee                                                               | 76    |       |
| 15. April | Charles R. Knight                | US-amerikanischer Künstler                                                                                      | 78    |       |
| 15. April | Knud Zimsen                      | isländischer Politiker                                                                                          | 77    |       |
| 15. April | Hans Müller                      | Schweizer Brauereiunternehmer                                                                                   | 84    |       |
| 16. April | Hratschia Adscharjan             | armenischer Sprachwissenschaftler                                                                               | 77    |       |
| 16. April | Oskar Alexander                  | österreichischer Maler                                                                                          | 77    |       |
| 16. April | Heinrich Claß                    | deutscher Politiker, MdR                                                                                        | 85    |       |
| 16. April | Jean-Baptiste Louvet             | französischer Radrennfahrer                                                                                     | 74    |       |
| 16. April | Robert Osler-Toptani             | österreichischer Offizier und Politiker (CSP), Mitglied des Bundesrates                                         | 74    |       |
| 16. April | Kathleen Schlesinger             | britische Musikarchäologin und Musikinstrumentenhistorikerin                                                    | 90    |       |
| 17. April | Bertha Dehn                      | deutsche Violinistin                                                                                            | 71    |       |
| 17. April | Henri-Édouard Dutoit             | französischer römisch-katholischer Geistlicher und Bischof                                                      | 79    |       |
| 17. April | Wilhelm Goeters                  | deutscher reformierter Theologe und Kirchenhistoriker                                                           | 75    |       |
| 17. April | August Hillebrand                | deutscher Politiker (DBP, DStP), MdR, MdV                                                                       | 64    |       |
| 17. April | Franz Langoth                    | österreichischer Lehrer, Unteroffizier und Politiker (GDVP, NSDAP), Landtagsabgeordneter, MdR                   | 75    |       |
| 17. April | Alfred Margaine                  | französischer Politiker                                                                                         | 83    |       |
| 17. April | Franz Xaver Schaffer             | österreichischer Geologe und Paläontologe                                                                       | 77    |       |
| 17. April | Richard Schiffner                | deutscher Architekt                                                                                             | 72    |       |
| 17. April | Sven Gustaf Wingqvist            | schwedischer Erfinder im Zeitalter der Industrialisierung                                                       | 76    |       |
| 18. April | Arthur Böckenhauer               | deutscher Politiker (NSDAP), MdR und SA-Führer                                                                  | 53    |       |
| 18. April | David Farbstein                  | Schweizer Politiker und Zionist                                                                                 | 84    |       |
| 18. April | Walter Feilchenfeld-Fales        | deutscher Pädagoge und Philosoph                                                                                | 56    |       |
| 18. April | Joannes Groen                    | niederländischer Priester                                                                                       | 61    |       |
| 18. April | Henryk Kołodziejski              | polnischer Politiker                                                                                            | 68    |       |
| 19. April | Ernst Dorendorf                  | deutscher Architekt                                                                                             | 65    |       |
| 19. April | Wahid Hasjim                     | indonesischer Politiker und Minister                                                                            | 38    |       |
| 19. April | Theodor Hierneis                 | deutscher Koch und Hoflieferant                                                                                 | 84    |       |
| 20. April | Hermann Barrenscheen             | Schweizer Maler und Konzert- und Opernsänger                                                                    | 70    |       |
| 20. April | Radim Drejsl                     | tschechischer Komponist, Pianist und Dirigent                                                                   | 29    |       |
| 20. April | William L. Igoe                  | US-amerikanischer Politiker                                                                                     | 73    |       |
| 20. April | Bronisław von Poźniak            | österreichisch-deutscher Pianist polnischer Abstammung                                                          | 65    |       |
| 20. April | Herbert Smith                    | britischer Mineraloge                                                                                           | 80    |       |
| 20. April | Erich Weinert                    | deutscher Schriftsteller                                                                                        | 62    |       |
| 21. April | Josef C. Böck-Greissau           | österreichischer Industrieller und Politiker (ÖVP), Abgeordneter zum Nationalrat und Handelsminister (1952–1... | 60    |       |
| 22. April | Jan Czochralski                  | Chemiker | 67    |       |
| 22. April | Max Dawison                      | deutscher Opernsänger (Bass (Stimmlage), Bariton, Tenor)                                                        | 84    |       |
| 22. April | Armin Otto Leuschner             | US-amerikanischer Astronom und Hochschullehrer                                                                  | 85    |       |
| 22. April | Hermann Ranke                    | deutscher Ägyptologe und Universitätsprofessor                                                                  | 74    |       |
| 22. April | Ernst Wichert                    | deutscher Maler und Grafiker                                                                                    | 68    |       |
| 23. April | Peter DeRose                     | US-amerikanischer Jazz-Komponist und Songwriter                                                                 | 53    |       |
| 23. April | Alois Harlander                  | deutscher Bauunternehmer                                                                                        | 83    |       |
| 23. April | Frank S. Monnett                 | US-amerikanischer Jurist und Politiker                                                                          | 96    |       |
| 23. April | Wolfgang Sternberg               | US-amerikanischer Mathematiker                                                                                  | 65    |       |
| 24. April | Mahmud Afschartus                | iranischer General und Polizeichef                                                                              |       |       |
| 24. April | Johannes Maaß                    | deutscher Pädagoge und Kommunalpolitiker                                                                        | 71    |       |
| 24. April | Irmgard Meinhold                 | deutsche Malerin                                                                                                | 81    |       |
| 24. April | Herron C. Pearson                | US-amerikanischer Politiker                                                                                     | 62    |       |
| 24. April | Adolf Streuli                    | Schweizer Rechtsanwalt und Politiker                                                                            | 84    |       |
| 24. April | Alfred Vierkandt                 | deutscher Soziologe, Ethnologe, Sozialpsychologe, Sozial- und Geschichtsphilosoph                               | 85    |       |
| 25. April | Paul Senn                        | Schweizer Fotograf                                                                                              | 51    |       |
| 25. April | Martin Wassermann                | deutscher Reichsgerichtsrat                                                                                     | 81    |       |
| 26. April | Bodo Karcher                     | deutscher Schraubenfabrikant                                                                                    | 67    |       |
| 27. April | Hans Deuschl                     | deutscher Mediziner, SS-Führer und NS-Ärztefunktionär                                                           | 61    |       |
| 27. April | Maud Gonne                       | irische Revolutionärin, Feministin und Schauspielerin                                                           | 86    |       |
| 27. April | Horst von Restorff               | deutscher Offizier, Gutsbesitzer und Politiker (DNVP), MdR                                                      | 72    |       |
| 27. April | Fritz Rheinisch                  | deutscher Richter                                                                                               | 85    |       |
| 27. April | Iwan Lukjanowitsch Solonewitsch  | russischer Schriftsteller, sowjetischer Sportfunktionär und GULAG-Häftling                                      | 61    |       |
| 27. April | Ernst Stoltenhoff                | deutscher protestantischer Theologe                                                                             | 74    |       |
| 28. April | Arthur Breed                     | US-amerikanischer Politiker                                                                                     | 87    |       |
| 29. April | Augusto Berto                    | argentinischer Bandoneonist, Tangokomponist und Bandleader                                                      | 64    |       |
| 29. April | Karl Wilhelm Adolf Frölich       | deutscher Rechtshistoriker                                                                                      | 75    |       |
| 29. April | William Kirschbaum               | US-amerikanischer Schwimmer                                                                                     | 50    |       |
| 29. April | Moise Kisling                    | polnisch-französischer Maler                                                                                    | 62    |       |
| 29. April | Alice Prin                       | französische Sängerin, Schauspielerin, Modell und Malerin                                                       | 51    |       |
| 30. April | Raul Ferrão                      | portugiesischer Komponist                                                                                       | 62    |       |
| 30. April | Wilhelm Kisky                    | deutscher Historiker und Archivar                                                                               | 71    |       |
| 30. April | Friedrich Samwer                 | deutscher Forstwirt und Offizier                                                                                | 60    |       |
| 30. April | Garrett L. Withers               | US-amerikanischer Politiker                                                                                     | 68    |       |
| April     | Sail Ameriane                    | algerischer und französischer Anarchist                                                                         | 58    |       |
| April     | Timothy Detudamo                 | nauruischer Politiker                                                                                           |       |       |

## Mai
| Tag     | Name                                  | Beruf, bekannt als                                                                 | Alter | Beleg |
| ------- | ------------------------------------- | ---------------------------------------------------------------------------------- | ----- | ----- |
| 1. Mai  | Walter Bolz                           | deutscher Filmproduzent                                                            | 46    |       |
| 1. Mai  | Otto Gäbel                            | deutscher Politiker (KPD)                                                          | 67    |       |
| 1. Mai  | Adolf Schönke                         | deutscher Rechtswissenschaftler                                                    | 44    |       |
| 1. Mai  | Everett Shinn                         | US-amerikanischer Maler                                                            | 76    |       |
| 1. Mai  | Adolf Wirtz                           | deutscher Ingenieur und Leiter der Friedrich Wilhelms-Hütte in Mülheim an der Ruhr | 81    |       |
| 2. Mai  | Wallace Bryant                        | US-amerikanischer Bogenschütze                                                     | 89    |       |
| 2. Mai  | Käte Duncker                          | deutsche Politikerin                                                               | 81    |       |
| 2. Mai  | Friedrich Wilhelm Kieling             | deutscher Verwaltungsjurist und Bürgermeister                                      | 51    |       |
| 2. Mai  | Walter Morse Rummel                   | deutscher und US-amerikanischer Pianist und Komponist                              | 65    |       |
| 2. Mai  | Janez Starc                           | österreichischer Politiker (KSS), Landtagsabgeordneter                             | 67    |       |
| 2. Mai  | Josef Ternström                       | schwedischer Langstreckenläufer                                                    | 64    |       |
| 3. Mai  | John Meier                            | deutscher Germanist und Volkskundler                                               | 88    |       |
| 3. Mai  | Origuchi Shinobu                      | japanischer Schriftsteller und Literaturwissenschaftler                            | 66    |       |
| 4. Mai  | Simeon Bellison                       | US-amerikanischer Klarinettist und Musikpädagoge                                   | 71    |       |
| 4. Mai  | Nikolai Grigorjewitsch Cholodny       | sowjetischer Botaniker und Mikrobiologe                                            | 70    |       |
| 4. Mai  | August Essenwein                      | deutscher Hofapotheker und Bezirksfeuerwehrvertreter                               |       |       |
| 4. Mai  | Alexandre Pharamond                   | französischer Rugbyspieler                                                         | 76    |       |
| 4. Mai  | Edmund Rau                            | deutscher Jurist                                                                   | 85    |       |
| 4. Mai  | Edward Shanks                         | englischer Schriftsteller und Journalist                                           | 60    |       |
| 4. Mai  | Jacques Stückgold                     | polnisch-deutsch-amerikanischer Gesangslehrer                                      | 76    |       |
| 4. Mai  | Robert F. Wagner                      | US-amerikanischer Politiker                                                        | 75    |       |
| 5. Mai  | Lorenz Marazzi                        | italienisch-schweizerischer Bauunternehmer                                         | 65    |       |
| 6. Mai  | Albrecht von Massow                   | deutscher Offizier, zuletzt Generalmajor der Luftwaffe im Zweiten Weltkrieg        | 73    |       |
| 6. Mai  | Gerhard Müller                        | deutscher Politiker (KPD), MdL                                                     | 70    |       |
| 7. Mai  | Juan Francisco Aragone                | uruguayischer römisch-katholischer Bischof                                         | 69    |       |
| 7. Mai  | Charles Mulder                        | belgischer Bobfahrer                                                               | 55    |       |
| 7. Mai  | Oswin Schlammadinger                  | österreichischer Geistlicher                                                       | 84    |       |
| 8. Mai  | Weniamin Fjodorowitsch Kagan          | russischer Mathematiker                                                            | 84    |       |
| 8. Mai  | Frans Spiessens                       | belgischer Radrennfahrer                                                           | 41    |       |
| 9. Mai  | Viktoria Hösl                         | bayrische Politikerin (KPD) und Widerstandskämpferin                               | 50    |       |
| 09. Mai | Herbert Pott                          | britischer Wasserspringer                                                          | 70    |       |
| 10. Mai | Hermann Julius Hermann                | österreichischer Kunsthistoriker sowie Hochschullehrer                             | 83    |       |
| 11. Mai | Jean Adair                            | kanadische Schauspielerin                                                          | 79    |       |
| 11. Mai | Otto Hagemann                         | deutscher Politiker (FDP), MdL                                                     | 81    |       |
| 11. Mai | Margarete Kupfer                      | deutsche Schauspielerin                                                            | 72    |       |
| 11. Mai | Willy Schootemeijer                   | niederländischer Komponist und Pianist                                             | 56    |       |
| 11. Mai | Bradley Walker Tomlin                 | US-amerikanischer Maler                                                            | 53    |       |
| 12. Mai | Fritz Mackensen                       | deutscher Maler                                                                    | 87    |       |
| 12. Mai | Jeanne Maubourg                       | kanadische Sängerin und Musikpädagogin belgischer Herkunft                         | 77    |       |
| 13. Mai | Hermann Jadlowker                     | lettischer Tenor                                                                   | 75    |       |
| 13. Mai | Jakob von der Lippe                   | norwegischer Marineoffizier und Konteradmiral                                      | 80    |       |
| 14. Mai | Tamar Abakelia                        | georgische Bildhauerin, Malerin, Bühnen- und Kostümbildnerin                       | 57    |       |
| 14. Mai | Ida Gawell-Blumenthal                 | schwedische Autorin, Geschichtenerzählerin, Sängerin und Chronistin                | 83    |       |
| 14. Mai | Hermann Rein                          | deutscher Physiologe und Hochschullehrer                                           | 55    |       |
| 14. Mai | Arvid Rydman                          | finnischer Turner                                                                  | 68    |       |
| 14. Mai | Hans Stephan                          | deutscher Polizist, Leiter des Judenreferats der Hamburger Gestapo                 | 51    |       |
| 15. Mai | Beman Gates Dawes                     | US-amerikanischer Politiker                                                        | 83    |       |
| 15. Mai | Antonio García y García               | spanischer Geistlicher und Erzbischof von Valladolid                               | 72    |       |
| 15. Mai | Frankie Jaxon                         | US-amerikanischer Jazzsänger                                                       | 56    |       |
| 15. Mai | Chet Miller                           | US-amerikanischer Automobilrennfahrer                                              | 50    |       |
| 16. Mai | Adolf Bingel                          | deutscher Internist, Neurologe und Neuroradiologe                                  | 74    |       |
| 16. Mai | Pierre de Schryder                    | französischer kommunistischer Widerstandskämpfer                                   | 39    |       |
| 16. Mai | Marga Meusel                          | deutsche Fürsorgerin und Gerechte unter den Völkern                                | 55    |       |
| 16. Mai | Nicolae Rădescu                       | Generalleutnant der Armata Română und Ministerpräsident des Königreichs Rumänien   | 79    |       |
| 16. Mai | Django Reinhardt                      | belgischer Komponist, Vater und Begründer des europäischen Jazz                    | 43    |       |
| 17. Mai | Carl von Bardolff                     | österreichischer Berufsoffizier, SA-Oberführer, MdR                                | 87    |       |
| 17. Mai | Eric DeLamarter                       | US-amerikanischer Organist und Komponist                                           | 73    |       |
| 17. Mai | Howard Fogg                           | kanadischer Dirigent und Komponist                                                 | 61    |       |
| 17. Mai | Merlin Hull                           | US-amerikanischer Politiker                                                        | 82    |       |
| 17. Mai | François Ruchon                       | Schweizer Romanist und Historiker                                                  | 55    |       |
| 18. Mai | Josef Cüppers                         | deutscher Rechtsanwalt                                                             | 74    |       |
| 18. Mai | Georg Dechant                         | österreichischer Politiker (CS), Landtagsabgeordneter                              | 69    |       |
| 18. Mai | Rudolf Nadolny                        | deutscher Diplomat                                                                 | 79    |       |
| 18. Mai | Hans Wachter                          | deutscher Bürgermeister                                                            | 62    |       |
| 19. Mai | Dámaso Berenguer Fusté                | Ministerpräsident von Spanien und Generalleutnant                                  | 79    |       |
| 19. Mai | Ulrich von Coler                      | deutscher Oberst der weißen finnischen Armee, später der Wehrmacht                 | 67    |       |
| 19. Mai | Werner Tillessen                      | deutscher Marineoffizier, zuletzt Admiral im Zweiten Weltkrieg                     | 72    |       |
| 20. Mai | Werner Jaegerhuber                    | haitianischer Komponist und Musikwissenschaftler                                   | 53    |       |
| 21. Mai | Ernst Zermelo                         | deutscher Mathematiker                                                             | 81    |       |
| 22. Mai | Martha Arendsee                       | deutsche Politikerin (SPD, USPD), MdR                                              | 68    |       |
| 22. Mai | Arthur Arzt                           | deutscher Politiker (SPD), MdR                                                     | 72    |       |
| 22. Mai | Jacques Gosselin                      | französischer Kolonialbeamter                                                      | 55    |       |
| 22. Mai | Walter Jankuhn                        | Tenor                                                                              | 64    |       |
| 22. Mai | Earl W. Vincent                       | US-amerikanischer Politiker                                                        | 67    |       |
| 22. Mai | Bob Wilder                            | US-amerikanischer Automobilrennfahrer                                              | 32    |       |
| 23. Mai | Hermann Dold                          | deutscher Volkswirt, Unternehmer und Politiker (CDU), MdL                          | 61    |       |
| 23. Mai | Harald Schultz-Hencke                 | deutscher Neo-Psychoanalytiker und Hochschullehrer                                 | 60    |       |
| 23. Mai | Erich Worm                            | deutscher Kunstturner                                                              | 66    |       |
| 24. Mai | Helene Christaller                    | deutsche Schriftstellerin                                                          | 81    |       |
| 24. Mai | Paul Durin                            | französischer Turner                                                               | 63    |       |
| 24. Mai | Carl Louis Klawitter                  | deutscher Buchhändler und Politiker (SPD)                                          | 83    |       |
| 24. Mai | Erich von Waldburg-Zeil               | deutscher Unternehmer und Großgrundbesitzer                                        | 53    |       |
| 25. Mai | Hermann Bruse                         | deutscher Maler und Graphiker                                                      | 49    |       |
| 25. Mai | Edmund Dulac                          | französischer Maler, Grafiker mit britischer Staatsangehörigkeit                   | 70    |       |
| 25. Mai | William L. Frierson                   | US-amerikanischer Politiker, Jurist und United States Solicitor General            | 84    |       |
| 25. Mai | Guido Sklenar                         | österreichischer Lehrer und Imker                                                  | 81    |       |
| 26. Mai | Gomer Griffith Smith                  | US-amerikanischer Politiker                                                        | 56    |       |
| 26. Mai | Gaetano Ballardini                    | null                                                                               | 74    |       |
| 26. Mai | Albert Spalding                       | US-amerikanischer Violinvirtuose und Komponist                                     | 64    |       |
| 27. Mai | Manuel Said Ali                       | brasilianischer Romanist, Lusitanist und Grammatiker                               | 91    |       |
| 27. Mai | Henriette Brey                        | deutsche Schriftstellerin                                                          | 77    |       |
| 27. Mai | Jesse Burkett                         | US-amerikanischer Baseballspieler                                                  | 84    |       |
| 27. Mai | Werner Faulhaber                      | deutscher Opernsänger                                                              | 25    |       |
| 27. Mai | Editha Klipstein                      | deutsche Schriftstellerin und Journalistin                                         | 72    |       |
| 27. Mai | Otto Meissner                         | deutscher Staatsbeamter und Leiter des Büros des Reichspräsidenten                 | 73    |       |
| 28. Mai | Agustín Abarca                        | chilenischer Maler                                                                 | 70    |       |
| 28. Mai | Anthony Dimond                        | US-amerikanischer Politiker                                                        | 71    |       |
| 28. Mai | Hori Tatsuo                           | japanischer Schriftsteller                                                         | 48    |       |
| 28. Mai | Gerhard Tappen                        | deutscher Offizier, zuletzt General der Artillerie                                 | 86    |       |
| 29. Mai | Hans Abmeier                          | deutscher Pädagoge                                                                 | 63    |       |
| 29. Mai | Seymour Cocks                         | britischer Politiker                                                               | 70    |       |
| 29. Mai | Morgan Russell                        | US-amerikanischer Maler                                                            | 67    |       |
| 29. Mai | John F. Williams                      | US-amerikanischer Offizier, Generalmajor der US Army                               | 66    |       |
| 29. Mai | Max Wilmsen                           | deutscher Schauspieler                                                             | 67    |       |
| 30. Mai | Paul Babendererde                     | deutscher Postbeamter, Historiker und Autor                                        | 74    |       |
| 30. Mai | George Barnes                         | amerikanischer Kameramann                                                          | 60    |       |
| 30. Mai | Pieter Cornelis Tobias van der Hoeven | niederländischer Gynäkologe                                                        | 82    |       |
| 30. Mai | Anna Maria Rauck                      | Landtagsabgeordnete Volksstaat Hessen                                              | 81    |       |
| 30. Mai | Heinrich Rinne                        | deutscher Politiker (SPD), MdL                                                     | 70    |       |
| 30. Mai | Carl Scarborough                      | US-amerikanischer Rennfahrer                                                       | 38    |       |
| 30. Mai | Dooley Wilson                         | US-amerikanischer Film- und Theaterschauspieler sowie Jazzmusiker                  | 67    |       |
| 31. Mai | Joseph Francis Busch                  | US-amerikanischer Geistlicher, Bischof von Saint Cloud                             | 87    |       |
| 31. Mai | Konrad Gund                           | Physiker und Elektroingenieur                                                      | 46    |       |
| 31. Mai | Matthäus Schuster                     | deutscher Geologe                                                                  | 72    |       |
| 31. Mai | Wladimir Jewgrafowitsch Tatlin        | russischer Bildhauer                                                               | 67    |       |

## Juni
| Tag      | Name                              | Beruf, bekannt als                                                                                              | Alter | Beleg |
| -------- | --------------------------------- | --- | ----- | ----- |
| 1. Juni  | Alex James                        | schottischer Fußballspieler                                                                                     | 51    |       |
| 2. Juni  | Henrik Bull                       | norwegischer Architekt                                                                                          | 89    |       |
| 2. Juni  | Albert Gessner                    | deutscher Architekt und Hochschullehrer                                                                         | 85    |       |
| 2. Juni  | Sidney Peirce Waddington          | englischer Komponist und Musikpädagoge                                                                          | 83    |       |
| 3. Juni  | Constantin Damianos               | österreichischer Maler und Radierer                                                                             | 84    |       |
| 3. Juni  | Philip Graves                     | britischer Journalist                                                                                           | 77    |       |
| 3. Juni  | Sophie van Leer                   | expressionistische Dichterin und katholische Aktivistin                                                         | 61    |       |
| 3. Juni  | Florence Price                    | US-amerikanische Komponistin                                                                                    | 66    |       |
| 3. Juni  | Martin Wähler                     | deutscher Volkskundler                                                                                          | 64    |       |
| 04. Juni | Aage Bentzen                      | dänischer Theologe                                                                                              | 58    |       |
| 4. Juni  | Hans Martin Cremer                | deutscher Schriftsteller, Komponist und Liedtexter                                                              | 62    |       |
| 4. Juni  | Alwin Mittasch                    | deutscher Chemiker                                                                                              | 83    |       |
| 4. Juni  | Georg Volkhardt                   | deutscher Politiker                                                                                             | 67    |       |
| 5. Juni  | Percy Neville Barnett             | australischer Sammler und Autor                                                                                 | 71    |       |
| 5. Juni  | Asche von Campe                   | deutscher Landwirt und Politiker                                                                                | 71    |       |
| 5. Juni  | William Farnum                    | US-amerikanischer Schauspieler                                                                                  | 76    |       |
| 5. Juni  | Bill Tilden                       | US-amerikanischer Tennisspieler                                                                                 | 60    |       |
| 5. Juni  | Roland Young                      | US-amerikanisch-britischer Schauspieler                                                                         | 65    |       |
| 7. Juni  | Pierre Boncompagni                | französischer Autorennfahrer                                                                                    | 40    |       |
| 7. Juni  | Adolf von Oeynhausen              | deutscher Regierungsbeamter und SS-Führer                                                                       | 75    |       |
| 7. Juni  | Géza Róheim                       | ungarisch-amerikanischer Psychoanalytiker und Autor                                                             | 71    |       |
| 8. Juni  | Francesco Antognini               | Schweizer Jurist und Politiker                                                                                  | 89    |       |
| 8. Juni  | Hermann Beitzke                   | deutsch-österreichischer Mediziner                                                                              | 77    |       |
| 8. Juni  | Vittorio Bertoldi                 | italienischer Romanist und Linguist                                                                             | 65    |       |
| 8. Juni  | Stefan Sándor                     | ungarischer Ordensbruder und Märtyrer                                                                           | 38    |       |
| 8. Juni  | August Wild                       | deutscher Politiker (SPD/USPD/KPD/SAP)                                                                          | 71    |       |
| 9. Juni  | Lore Agnes                        | deutsche Politikerin (SPD, USPD), MdR                                                                           | 77    |       |
| 9. Juni  | Ugo Betti                         | italienischer Dramatiker                                                                                        | 61    |       |
| 9. Juni  | Claire Heliot                     | deutsche Tierbändigerin und Dompteurin                                                                          | 87    |       |
| 9. Juni  | Friedrich Uhl                     | deutscher Hockeyspieler                                                                                         | 71    |       |
| 10. Juni | Karel Domin                       | tschechischer Botaniker                                                                                         | 71    |       |
| 10. Juni | Grzegorz Fitelberg                | polnischer Komponist und Dirigent                                                                               | 73    |       |
| 10. Juni | Thusnelda Lang-Brumann            | deutsche Lehrerin und Politikerin (BVP, CSU), MdR                                                               | 73    |       |
| 11. Juni | Marcel Herrand                    | französischer Schauspieler                                                                                      | 55    |       |
| 11. Juni | Grigori Naumowitsch Woitinski     | russischer Politiker und Sinologe                                                                               | 60    |       |
| 11. Juni | Tihamér Fabinyi                   | ungarischer Politiker                                                                                           | 62    |       |
| 12. Juni | Leslie Graham                     | britischer Motorradrennfahrer                                                                                   | 41    |       |
| 12. Juni | August Kral                       | österreichischer Diplomat                                                                                       | 83    |       |
| 12. Juni | Heinrich Ullmann                  | deutscher Architekt und bayerischer Baubeamter, Landschaftsmaler und Fotograf                                   | 81    |       |
| 13. Juni | Hans Arko                         | österreichischer Rechtsanwalt                                                                                   | 65    |       |
| 13. Juni | Douglas Southall Freeman          | US-amerikanischer Historiker                                                                                    | 67    |       |
| 13. Juni | Jakob Kozelczyk                   | jüdisch-kubanischer Ringer und Schausteller polnischer Herkunft                                                 | 50    |       |
| 14. Juni | Carl Julius Bernhard Börner       | deutscher Zoologe, Insektenkundler                                                                              | 73    |       |
| 14. Juni | Felix Busson                      | österreichischer Bergingenieur und Jurist                                                                       | 78    |       |
| 14. Juni | Tom Cole                          | US-amerikanischer Rennfahrer                                                                                    | 31    |       |
| 14. Juni | Arno Grießmann                    | deutscher Ingenieur                                                                                             | 76    |       |
| 14. Juni | Johannes Kübel                    | deutscher evangelischer Theologe                                                                                | 79    |       |
| 14. Juni | Victor Schiff                     | Journalist und Publizist                                                                                        | 58    |       |
| 15. Juni | Karl Maria Schuster               | österreichischer Maler                                                                                          | 81    |       |
| 15. Juni | Frank Tapp                        | britischer Komponist und Pianist                                                                                | ≈70   |       |
| 16. Juni | Margaret Bondfield                | britische Politikerin (Labour), Mitglied des House of Commons                                                   | 80    |       |
| 16. Juni | Wilhelm Girardet junior           | deutscher Druckereibesitzer und Verleger                                                                        | 78    |       |
| 16. Juni | René Prioux                       | französischer General                                                                                           | 74    |       |
| 17. Juni | Edward E. Denison                 | US-amerikanischer Politiker                                                                                     | 79    |       |
| 17. Juni | George Edalji                     | englischer Rechtsberater (Solicitor)                                                                            | 77    |       |
| 17. Juni | Georg Gaidzik                     | deutscher Volkspolizist, Opfer der Volksaufstandes vom 17. Juni 1953 in der DDR                                 | 32    |       |
| 17. Juni | Wilhelm Hagedorn                  | deutscher Kommunist und Lynchopfer                                                                              | 58    |       |
| 17. Juni | Gerhard Händler                   | deutscher Volkspolizist der DDR                                                                                 | 24    |       |
| 17. Juni | Rudolf Krohne                     | deutscher Jurist und Politiker (DVP)                                                                            | 76    |       |
| 17. Juni | Walter Niemann                    | deutscher Komponist und Musikschriftsteller                                                                     | 76    |       |
| 17. Juni | Gerhard Schmidt                   | deutscher Agrarwissenschaftler, Opfer der DDR-Diktatur                                                          | 26    |       |
| 17. Juni | Johann Waldbach                   | deutscher Mitarbeiter des Ministeriums für Staatssicherheit der DDR und ein Opfer des Volksaufstandes vom 17... | 33    |       |
| 18. Juni | Alfred Dartsch                    | deutscher Arbeiter und Opfer der DDR-Diktatur                                                                   | 42    |       |
| 18. Juni | Alfred Diener                     | deutscher Schlosser, Opfer des Aufstands vom 17. Juni 1953 in der DDR                                           | 26    |       |
| 18. Juni | René Fonck                        | französischer Offizier und Jagdflieger                                                                          | 59    |       |
| 18. Juni | Curuppumullage Jinarajadasa       | singhalesischer Autor, Freimaurer und Theosoph                                                                  |       |       |
| 18. Juni | Herbert Stauch                    | deutscher Müllermeister und Opfer der DDR-Diktatur                                                              | 35    |       |
| 18. Juni | Thomas Thorstensen                | norwegischer Turner                                                                                             | 73    |       |
| 19. Juni | Alfred Thomas Bryant              | britischer Missionar, Afrikanist, Ethnologe                                                                     | 88    |       |
| 19. Juni | Reidar Holter                     | norwegischer Ruderer                                                                                            | 60    |       |
| 19. Juni | Ethel Rosenberg                   | US-amerikanische Zivilistin, als KGB-Spionin verurteilt und hingerichtet                                        | 37    |       |
| 19. Juni | Julius Rosenberg                  | US-amerikanischer Elektroingenieur, als KGB-Spion verurteilt und hingerichtet                                   | 35    |       |
| 19. Juni | Norman Ross                       | US-amerikanischer Schwimmer                                                                                     | 57    |       |
| 19. Juni | Viktor Teitscheid                 | deutscher Politiker (Zentrum), MdL                                                                              | 67    |       |
| 20. Juni | André Abbal                       | französischer Bildhauer                                                                                         | 76    |       |
| 20. Juni | Arthur Caesar                     | US-amerikanischer Drehbuchautor                                                                                 | 61    |       |
| 20. Juni | Leo Fehrenberg                    | deutscher Brauereidirektor                                                                                      | 74    |       |
| 20. Juni | Hendrik de Man                    | belgischer Theoretiker des Sozialismus und Politiker                                                            | 67    |       |
| 20. Juni | Charles-Albert Gounot CM          | französischer Ordensgeistlicher und römisch-katholischer Erzbischof von Karthago                                | 69    |       |
| 20. Juni | Joseph Pinchon                    | französischer Grafiker                                                                                          | 82    |       |
| 20. Juni | Adolf Spamer                      | deutscher Volkskundler                                                                                          | 70    |       |
| 21. Juni | Josef Klarer                      | deutscher Chemiker                                                                                              | 55    |       |
| 21. Juni | J. Edward Russell                 | US-amerikanischer Politiker                                                                                     | 85    |       |
| 22. Juni | Georg Bierbaum                    | deutscher Prähistoriker                                                                                         | 63    |       |
| 22. Juni | Thomas Alberter Chandler          | US-amerikanischer Politiker                                                                                     | 81    |       |
| 22. Juni | Carlos Vicente Geroni Flores      | argentinischer Geiger, Pianist, Bandleader und Tangokomponist                                                   | 58    |       |
| 23. Juni | François-Paul Alibert             | französischer Schriftsteller                                                                                    | 80    |       |
| 23. Juni | Albert Gleizes                    | französischer Maler und Schriftsteller                                                                          | 71    |       |
| 23. Juni | Syama Prasad Mukherjee            | indischer Politiker                                                                                             | 51    |       |
| 24. Juni | Susanne Dessoir                   | deutsche Sängerin                                                                                               | 83    |       |
| 24. Juni | Günther von Maltzahn              | deutscher Jagdfliegeroffizier, zuletzt Oberst                                                                   | 42    |       |
| 24. Juni | Georg Neumüller                   | österreichischer Vortragskünstler, Komiker und Volkssänger                                                      | 68    |       |
| 24. Juni | Harry P. O’Neill                  | US-amerikanischer Politiker                                                                                     | 64    |       |
| 24. Juni | Paul Römhild                      | deutscher Politiker (CDU), MdL                                                                                  | 68    |       |
| 24. Juni | George Herbert Walker             | US-amerikanischer Bankier                                                                                       | 78    |       |
| 25. Juni | Antonio Abenoza                   | spanischer Fußballspieler                                                                                       | 26    |       |
| 25. Juni | Jean Édouard Andreau              | französischer Aerodynamiker                                                                                     | 62    |       |
| 25. Juni | Emma Bacher-Paulick               | österreichische Galeriebesitzerin                                                                               | 84    |       |
| 25. Juni | Franz Gruener                     | österreichischer Politiker (SPÖ), Mitglied des Bundesrates                                                      | 73    |       |
| 25. Juni | Fritz Kirchhoff                   | deutscher Regisseur und Filmproduzent                                                                           | 51    |       |
| 25. Juni | Francis Méano                     | französischer Fußballspieler                                                                                    | 22    |       |
| 25. Juni | Julius van Nuffel                 | belgischer Komponist, Priester, Kirchenmusiker und Musikpädagoge                                                | 70    |       |
| 26. Juni | Robert Kauer                      | österreichischer Jurist, Nationalsozialist und deutscher Reichsgerichtsrat                                      | 52    |       |
| 26. Juni | Nathan Lewis Miller               | US-amerikanischer Jurist und Politiker                                                                          | 84    |       |
| 26. Juni | Willis Smith                      | US-amerikanischer Politiker                                                                                     | 65    |       |
| 26. Juni | Mathias Tantau                    | deutscher Rosenzüchter                                                                                          | 70    |       |
| 27. Juni | Mary Anderson                     | amerikanische Erfinderin der Scheibenwischanlage                                                                | 87    |       |
| 27. Juni | Giorgio Mannini                   | italienischer Filmregisseur                                                                                     | 68    |       |
| 27. Juni | Chris-Pin Martin                  | US-amerikanischer Filmschauspieler                                                                              | 59    |       |
| 27. Juni | Franz Schmid                      | österreichischer Politiker (NSDAP), MdR, Landtagsabgeordneter                                                   | 75    |       |
| 27. Juni | Ioan Suciu                        | rumänischer Priester, Weihbischof in Oradea Mare (Großwardein) und Apostolischer Administrator von Făgăraș u... | 45    |       |
| 27. Juni | Matt Wells                        | britischer Boxer                                                                                                | 66    |       |
| 28. Juni | Wooda Nicholas Carr               | US-amerikanischer Politiker                                                                                     | 82    |       |
| 28. Juni | Vincenzo De Bartholomaeis         | italienischer Romanist und Mediävist                                                                            | 86    |       |
| 28. Juni | Otto Fischbacher                  | schweizerischer Unternehmer, Kaufmann und Sammler                                                               | 79    |       |
| 28. Juni | Günther Scharowsky                | deutscher Wirtschaftsmanager                                                                                    | 61    |       |
| 29. Juni | Friedrich Töpper                  | deutscher Politiker (SPD), MdL und Oberbürgermeister von Karlsruhe (1947–1952)                                  | 61    |       |
| 30. Juni | Elsa Beskow                       | schwedische Kinderbuchautorin, Malerin und Illustratorin                                                        | 79    |       |
| 30. Juni | Pietro Gazzera                    | italienischer General und Politiker                                                                             | 73    |       |
| 30. Juni | Dirk van Haaren                   | niederländischer Maler                                                                                          | 75    |       |
| 30. Juni | Paul Heßlein                      | deutscher Politiker (Zentrum) und Journalist                                                                    | 67    |       |
| 30. Juni | Irmgard Litten                    | deutsche Schriftstellerin                                                                                       | 73    |       |
| 30. Juni | Charles William Miller            | brasilianischer Fußballspieler                                                                                  | 78    |       |
| 30. Juni | Wsewolod Illarionowitsch Pudowkin | sowjetischer Filmemacher und Filmtheoretiker                                                                    | 60    |       |
| 30. Juni | J. Laurie Wallace                 | irisch-amerikanischer Maler und Kunstpädagoge                                                                   | 88    |       |